# Alf Lysholm
Alf James Rudolf Lysholm, född 14 december 1893 i Stockholm, död 20 februari 1973 i Stockholm, var en svensk uppfinnare, professor i ångteknik vid KTH (1950–1960) och överingenjör vid AB Ljungströms Ångturbin (1928–1944).
Lysholm uppfann bland annat den pumpningsfria kompressorn, den så kallade skruvkompressorn eller Lysholmkompressorn. Den har tillverkats av Lysholm AB och sålts bland annat till bilindustrin för överladdning av motorer. Den jetmotor som han patenterade 1932 var en axialkompressormotor av turboproptyp, men den kom aldrig att flyga. Han konstruerade även en hydromekanisk växellåda, som användes på SL:s bussar i Stockholm.

Lysholm invaldes 1936 som ledamot av Kungliga Ingenjörsvetenskapsakademien.